# Arbeitsgemeinschaft für Gendiagnostik

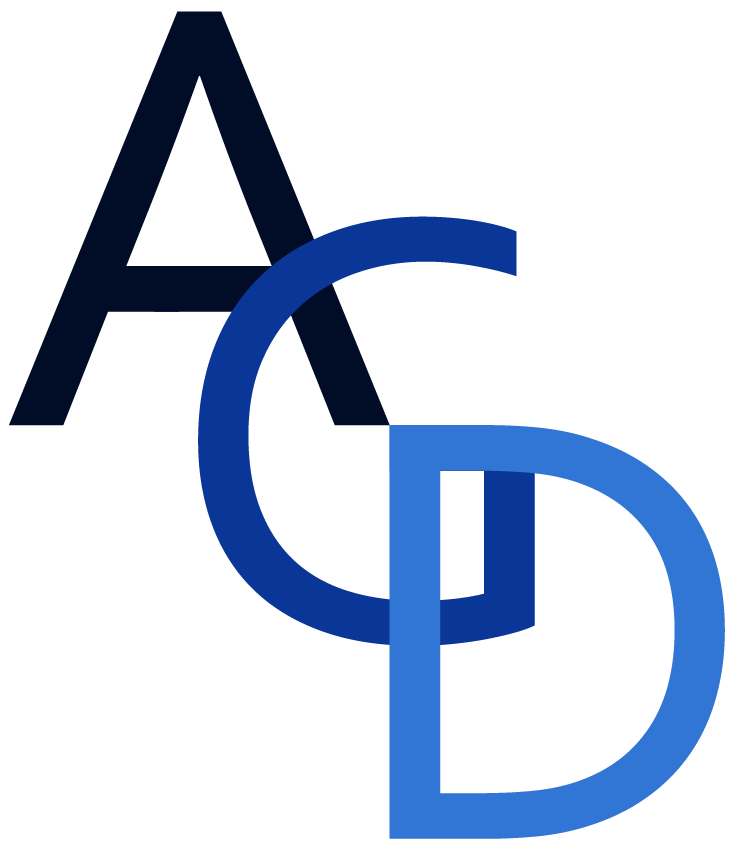
Das Logo der Arbeitsgemeinschaft für Gendiagnostik

Die Arbeitsgemeinschaft für Gendiagnostik (AGD) ist ein 1984 gegründeter gemeinnütziger Verein zur Vermittlung molekularbiologischer und bioinformatischer Kenntnisse. Neben den wissenschaftlichen Jahrestagungen entwickelt die AGD open source Software-Lösungen, die zur Varianten- und Bildanalyse eingesetzt werden können. 
Die AGD ist auch Betreiberin der GestaltMatcher Datenbank (GMDB), die weltweit von über 5000 Humangenetikern und Computerwissenschaftlern genutzt wird. Bei der GMDB handelt es sich um eine Sammlung medizinischer Bilddaten wie Porträtaufnahmen, Funduskopien, oder Röngtenbildern, die sowohl in der Lehre von Medizinern als auch zum Training von Künstlichen Intelligenzen (KIs) eingesetzt wird. GestaltMatcher ist eine KI, die zum Beispiel anhand einer Portraitaufnahme Hinweise auf eine charakteristische Gesichtsdysmorphie liefern kann und so bei der Diagnosefindung seltener Erkrankungen unterstützt. Die Ergebnisse der computergestützten Bildanalyse lassen sich auch in der Interpretation von Sequenzvarianten verwenden und ermöglichen so die effiziente Exom- oder Genomdiagnostik.